# Zygophilus turkicolens
Zygophilus turkicolens är en mångfotingart som beskrevs av Chamberlin 1952. Zygophilus turkicolens ingår i släktet Zygophilus och familjen Dignathodontidae.
Artens utbredningsområde är Turkiet. Inga underarter finns listade i Catalogue of Life.